# Sofia de Solms-Laubach
Sofia de Solms-Laubach (15 de maio de 1594 — 16 de maio de 1651) foi uma marquesa consorte de Brandemburgo-Ansbach devido ao seu casamento com o marquês Joaquim Ernesto.

## Biografia
Os pais de Sofia eram o conde João Jorge I de Solms-Laubach e de Margarida de Schönburg-Glauchau. Casou-se com o marquês Joaquim Ernesto de Brandemburgo-Ansbach em 1612.
Após a morte do marido em 1625, passou a governar a Marca de Brandemburgo-Ansbach como guardiã e regente do seu filho mais velho, Frederico, que ainda era menor de idade. Frederico morreu em 1634 na Batalha de Nördlingen, pouco depois de atingir a maioridade. A partir daí, Sofia voltou a assumir a regência do território, desta vez em nome do seu filho Alberto até este atingir a maioridade em 1639. Durante o seu período de regência recebeu o apoio de Frederico de Solms-Rödelheim.

## Casamento
Sofia teve cinco filhos:
1. Sofia de Brandemburgo-Ansbach (10 de janeiro de 1614 - 3 de dezembro de 1646), casada com o marquês Erdmann Augusto de Brandemburgo-Bayreuth; com descendência.
2. Frederico III de Brandemburgo-Ansbach (1 de maio de 1616 - 6 de setembro de 1634), marquês de Brandemburgo-Ansbach, morreu solteiro e sem descendência.
3. Alberto de Brandemburgo-Ansbach (nascido e morto em 1617)
4. Alberto II de Brandemburgo-Ansbach (18 de setembro de 1620 - 22 de outubro de 1667), marquês de Brandemburgo-Ansbach; casado primeiro com a princesa Henriqueta Luísa de Württemberg-Mömpelgard; com descendência. Casado depois com a condessa Sofia Margarida de Oettingen-Oettingen; com descendência. Casado pela última vez com a princesa Cristina de Baden-Durlach; sem descendência.
5. Cristiano de Brandemburgo-Ansbach (1 de abril de 1623 - 10 de março de 1633), morreu aos nove anos de idade.